# دانيال هورن
دانيال هورن (بالإنجليزية: Daniel Horne)‏ هو فنان أمريكي، ولد في 1960 في بيتسبرغ في الولايات المتحدة.